# روبن أندرسون
روبن أندرسون (بالإنجليزية: Robin Anderson)‏ هي مخرجة أسترالية، ولدت في 11 سبتمبر 1948 في برث في أستراليا، وتوفيت في 8 مارس 2002.

## وصلات خارجية
- روبن أندرسون على موقع IMDb (الإنجليزية)
- روبن أندرسون على موقع قاعدة بيانات الفيلم (الإنجليزية)